# Nicolas Thévenin
Nicolas Henry Marie Denis Thévenin (* 5. června 1958 Saint-Dizier) je francouzský římskokatolický duchovní, arcibiskup a diplomat.

## Život
Narodil se 5. června 1958 v Saint-Dizier.
Studoval na obchodní škole ICN Business School v Nancy. Následně se přidal ke Komunitě svatého Martina v italském Janově a vstoupil do zdejšího arcibiskupského semináře. Po studiu teologie byl 4. července 1989 vysvěcen arcibiskupem Giovanni Canestrim na kněze a inkardinován do janovské arcidiecéze. Poté odešel do Říma, kde se věnoval studium doktorátu z kanonického práva a diplomacie na Papežské církevní akademii.
Dne 1. července 1994 vstoupil do diplomatických služeb Svatého stolce. Svou diplomatickou kariéru započal na apoštolské nunciatuře v Indii. Roku 1999 přešel do Konžské demokratické republiky a následující rok do Libanonu. Působil také na nunciaturách na Kubě a v Bulharsku. Roku 2005 odešel do Státního sekretariátu, kde se o rok později stal osobním sekretářem kardinála Tarcisia Bertone. Dne 8. ledna 2010 mu byl udělen titul Apoštolský protonotář de numero Prefektury papežského domu.
Dne 15. prosince 2012 jej papež Benedikt XVI. jmenoval titulárním arcibiskupem z Eclana a apoštolským nunciem. Dne 5. ledna 2013 mu byla přidělena nunciatura v Guatemale. Biskupské svěcení přijal následující den z rukou papeže a spolusvětiteli byli kardinálové Tarcisio Bertone a Zenon Grocholewski.
Dne 4. listopadu 2019 byl papežem Františkem převeden na nunciaturu v Egyptě a jako apoštolský delegát při Lize arabských států. Od 22. května 2023 je také nunciem v Ománu.